# Williers
För andra betydelser, se Williers (olika betydelser).
Williers är en kommun i departementet Ardennes i regionen Grand Est (tidigare regionen Champagne-Ardenne) i nordöstra Frankrike. Kommunen ligger  i kantonen Carignan som ligger i arrondissementet Sedan. År 2022 hade Williers 40 invånare.

## Befolkningsutveckling
Antalet invånare i kommunen Williers
Referens: INSEE